# Jesse van Ruller

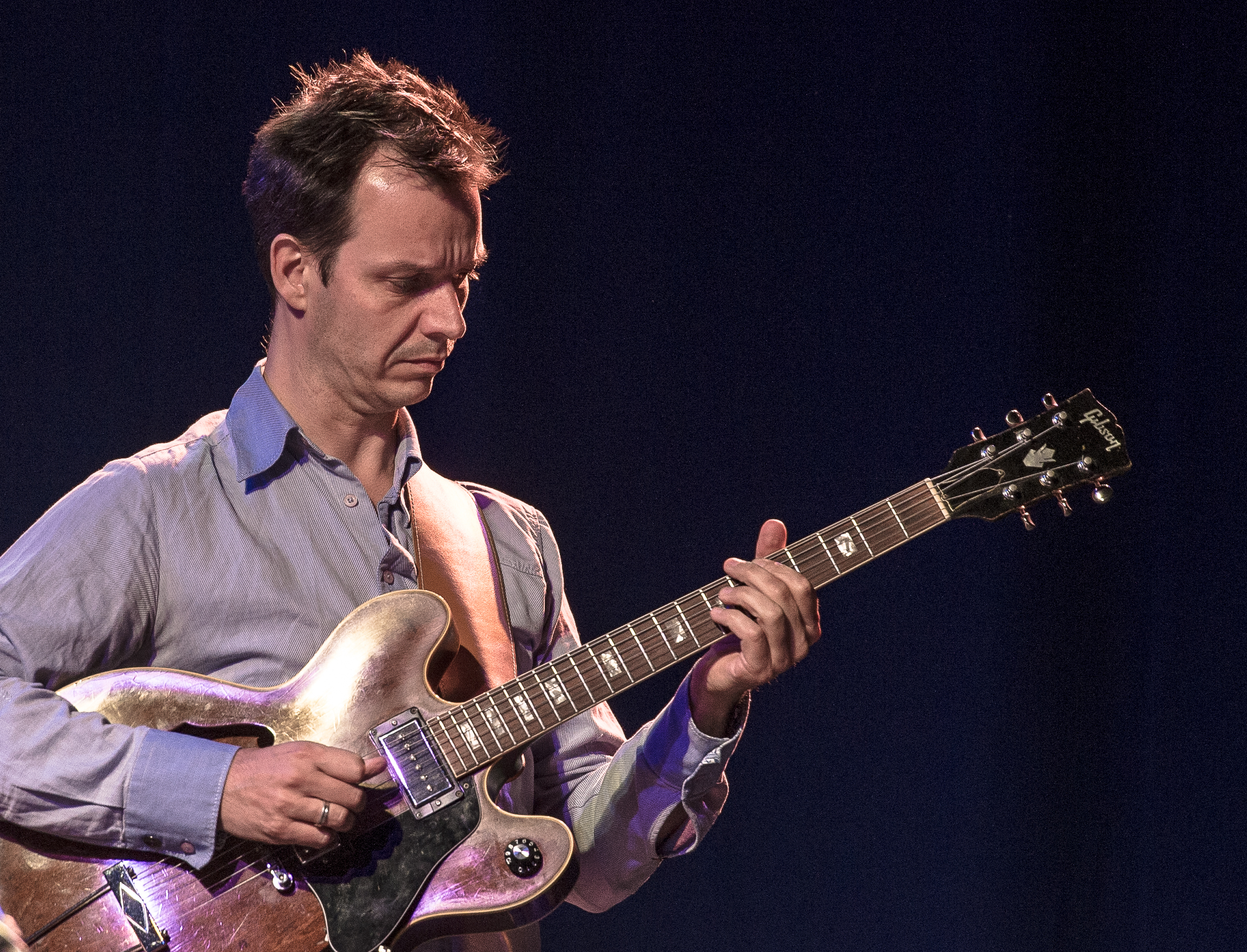
Jesse van Ruller (Jazz im Palmengarten), 2015

Jesse van Ruller (* 21. Januar 1972) ist ein niederländischer Jazz- und Fusionmusiker (Gitarre).

## Wirken
Ruller schloss 1995 sein Studium am Konservatorium in Hilversum (u. a. bei Wim Overgaauw) „summa cum laude“ ab. Im selben Jahr gewann er (als erster Europäer) den Thelonious-Monk-Wettbewerb in Washington, D.C. (in der Jury saßen u. a. Jim Hall, Pat Metheny, John Scofield). Seitdem spielte er zum Beispiel mit Philip Catherine, Toots Thielemans, dem Saxophonisten Seamus Blake (auf „Circles“ mit Sam Yahel an der Hammondorgel und dem Schlagzeuger Bill Stewart), Peter Erskine, Roy Hargrove (auf Rullers Album „Catch“ 2000/2001, nominiert für den Edison-Preis), Tom Harrell, Mike Stern, George Duke, John Patitucci, Christian McBride, Joe Lovano, Piet Noordijk, Bert van den Brink, Benjamin Herman und Michiel Borstlap (Projekt „Redux“ mit elektronischen Beats und Loops). Er spielte mit den Sängerinnen Fleurine und Francine van Tuinen (auf ihren Alben „Muzyka“ 2005 und „Countrified“ 2015) und 2003 mit Pat Metheny auf dem North Sea Jazz Festival. Er trat mit den Berliner Philharmonikern unter Simon Rattle und dem Birmingham Symphony Orchestra, mit dem „Metropole Orkest“ und der WDR Big Band Köln auf. Für das Concertgebouw Jazz Orchestra, mit dem er regelmäßig spielte, komponierte er auch. Mit dem holländischen Gitarristen Maarten van der Grinten spielt er im Duo „Van der & Van“.
1996 erschien seine erste CD „European Quintet“ mit Julian Joseph (Klavier) und Peter Weniger (Tenorsaxophon). Van Ruller spielte im eigenen Trio mit Martijn Vink (Schlagzeug) und Frans van der Hoeven (Bass) (Album „Trio“). Seit 2010 bildet er zusammen mit dem Holzbläser Joris Roelofs und dem Bassisten Clemens van der Feen das Trio Chambertones. Auf dem Album Phantom (2015) interpretierte er Musik von Joe Henderson im Trio mit Clemens van der Feen und Joost van Schaik. Weiter arbeitete er auch mit Jussi Lehtonen, Mikko Helevä und Joonatan Rautio (Album „This Time“). Er war auch beteiligt am Album Mulligan Moods (2008) des Baritonsaxophonisten Jan Menu.
2001 und 2002 war er für den Bird Award des North Sea Jazz Festivals nominiert.

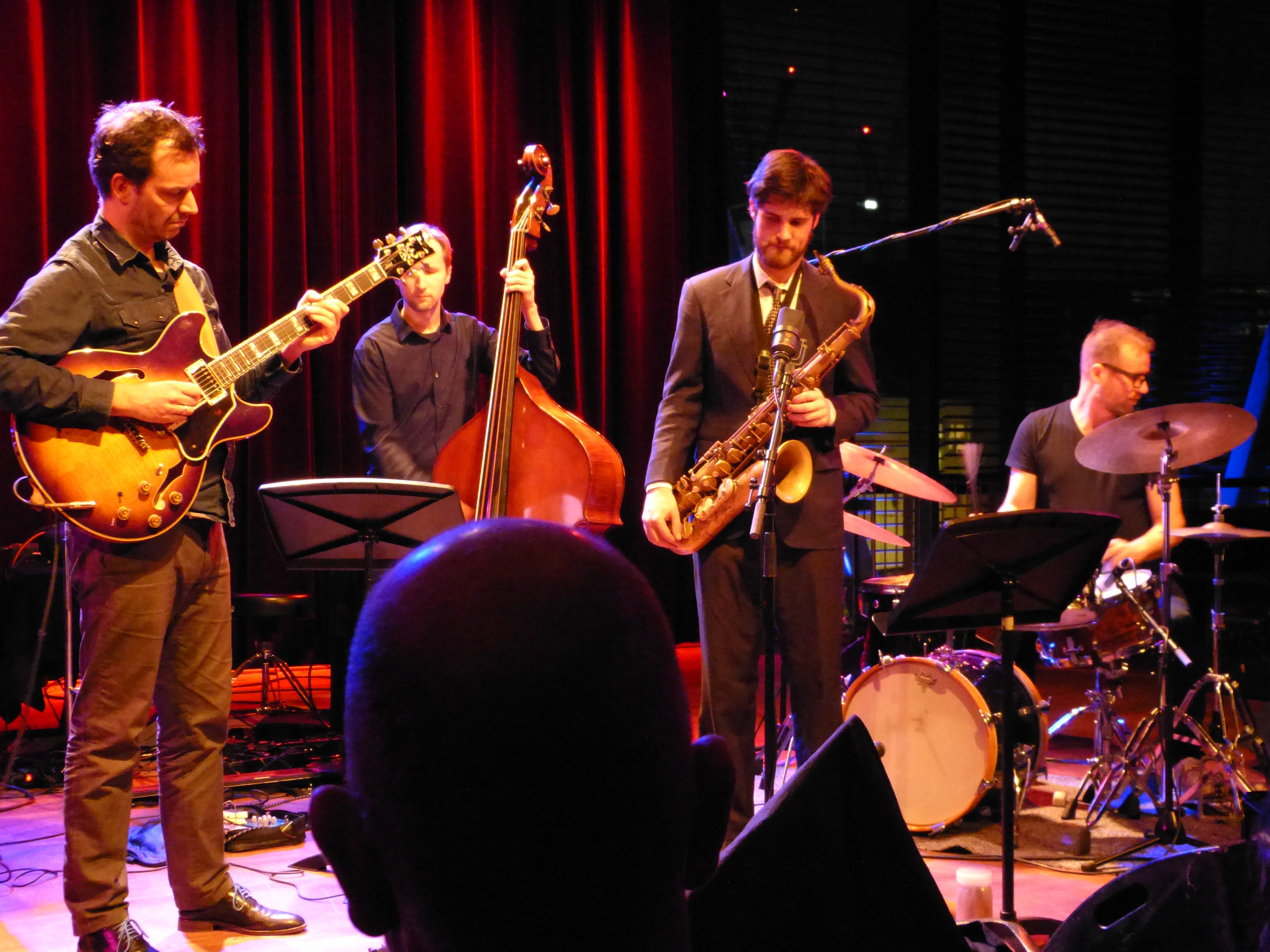
Jesse van Ruller (links) mit Clemens van der Feen, Gideon Tazelaar und Martijn Vink (2020)